# Юмрук скала
Юмрук скала е защитена местност в България. Намира се в землището на село Калоянци, област Кърджали.
Площта на защитената местност е 346 ha. Обявена е на 31 януари 2000 г. с цел опазване на популации на защитени и застрашени от изчезване видове животни и растения, в т.ч. черен щъркел, египетски лешояд, белоглав лешояд, голям ястреб, белоопашат мишелов, черношипа ветрушка, сокол скитник, тракийски кеклик, бухал, синявица, скална лястовица, червенокръста лястовица, испанско каменарче, пъстър скален дрозд, син скален дрозд, червеногушо коприварче, скална зидарка, белочела сврачка и др. Както и опазването на типични за Източните Родопи скални и горски хабитати.
Територията на Юмрук скала попада в територията на защитените зони от Натура 2000 Родопи – Източни по директивата за местообитанията и Студен кладенец по директивата за птиците.
В защитената местност се забраняват:
- всякакъв вид ново строителство;
- геологопроучвателни дейности и разкриване на кариери;
- извеждане на голи сечи;
- извеждане на санитарни и отгледни сечи в периода 1 януари – 31 юли;
- лов и риболов;
- алпинизъм и делтапланеризъм.[1]